# Campiglossa fuscata
Campiglossa fuscata
 es una especie de insecto díptero que Macquart describió científicamente por primera vez en el año 1851.
Esta especie pertenece al género Campiglossa de la familia Tephritidae.